# 8 сентября
8 сентября — 251-й день года (252-й в високосные годы) по григорианскому календарю.
До конца года остаётся 114 дней.
До 15 октября 1582 года — 8 сентября по юлианскому календарю, с 15 октября 1582 года — 8 сентября по григорианскому календарю.
В XX и XXI веках соответствует 26 августа по юлианскому календарю.

## Праздники и памятные дни
См. также: Категория:Праздники 8 сентября

### Международные
- ООН Международный день грамотности — один из международных дней, отмечаемых в системе Организации Объединённых Наций.
- Международный день физиотерапии (День создания Международной конфедерации физиотерапии, 1951 год, Копенгаген)[2].
- Международный день солидарности журналистов.

### Национальные
- Андорра — Национальный день (Богоматерь Меритшелльская).
- Испания — День волонтёра[исп.].
- Северная Македония — День независимости.
- Мальта — День победы.
- Пакистан — День победы ВМФ Пакистана над Индией в 1965 г. (Операция Дварка).
- Россия
  - День Бородинской битвы (День воинской славы).
  - День поминовения в память защитников Ленинграда, павших и живых. День начала блокады (1941 год).

### Профессиональные
- Россия — День финансиста России.
- Россия — День образования Министерства юстиции России.

### Религиозные
Католицизм
- Рождество Девы Марии.
- Память общехристианского святителя Корбиниана Фрайзингского.

 Православие
- Сретение Владимирской иконы Пресвятой Богородицы (1395 год).
- Почитание Псково-Печерской иконы Божией Матери, именуемой «Умиление» (1524).
- Память мучеников Адриана и Наталии (305—311)[4].
- Память преподобного Адриана Ондрусовского (1549).
- Память священномученика Петра Иевлева, пресвитера (1918).
- Память священноисповедника Георгия Коссова, пресвитера (1928).
- Память блаженной Марии Дивеевской (1931).
- Память священномученика Виктора Элланского, пресвитера, мучеников Димитрия Морозова, Петра Бордана и священноисповедника Романа Медведя, пресвитера (1937).
- Обретение мощей священноисповедника Николая (Могилевского), митрополита Алма-Атинского (2000).

### Именины
- Православные: Наталья, Адриан, Мария, Пётр, Георгий, Виктор, Дмитрий, Роман, Николай[5].

## События
См. также: Категория:События 8 сентября

### До XVIII века
- 862 — согласно традиции, закреплённой в оформлении памятника «Тысячелетие России»[6], в этот день состоялось призвание варягов.
- 1296 — во Флоренции состоялась торжественная церемония закладки собора Девы Марии с цветком.
- 1298 — Сражение при Курцоле между генуэским и венецианским флотами.
- 1380 — разгром русскими войсками монголо-татар в Куликовской битве.
- 1429 — штурм Парижа войсками Жанны Д’Арк.
- 1504 — Микеланджело завершил работу над скульптурой «Давид».
- 1514 — в битве под Оршей армия Московского княжества была разбита войсками Великого княжества Литовского (по Юлианскому календарю).
- 1566 — в ходе четвёртой Османо-Габсбургской войны закончилась героическая Сигетварская битва.
- 1636 — основан Гарвардский университет, старейший из университетов Нового Света.
- 1664
  - Лидер русских староверов протопоп Аввакум сослан царём в Пустоозерский монастырь.
  - Нидерландская колония Новый Амстердам сдана англичанам и позднее переименована в Нью-Йорк[7].

### XVIII век
- 1727 — в ссылку отправлен генералиссимус Александр Меншиков, любимец Петра I.
- 1768 — Екатерина II поручила английскому доктору Томасу Димсдейлу (Thomas J. Dimsdale) начать делать в России прививки от оспы.
- 1781 — Война за независимость США: сражение при Этау-Спрингс
- 1790 — Русско-турецкая война: сражение у мыса Тендра.
- 1791 — в парижском Лувре художники впервые выставили на обозрение свои картины.
- 1793 — Война первой коалиции: завершилась трёхдневная битва при Ондскоте.

### XIX век
- 1801 — в Санкт-Петербурге заложен Казанский собор.
- 1802 — Александр I издал манифест, реформировавший все коллегии в министерства.
- 1826 — Николай I выпускает поэта Александра Сергеевича Пушкина в Москву из Михайловской ссылки, длившейся около 2 лет — с августа 1824 по сентябрь 1826 г.
- 1847 — сражение при Молино-дель-Рей.
- 1856 — в Монреале состоялся первый полёт воздушного шара, сделанного в Канаде.
- 1863 — в Санкт-Петербурге открылось движение конок по Невскому проспекту.
- 1882 — в России введены временные правила о контроле министерства внутренних дел за газетами и журналами.
- 1886 — основан Йоханнесбург, крупнейший город ЮАР.
- 1888 — сыгран первый матч Английской футбольной лиги.
- 1893 — в Чикаго завершил работу первый Конгресс еврейских женщин.
- 1900 — Галвестонский ураган уничтожил город Галвестон в Техасе.

### XX век
- 1906 — Роберт Тернер изобретает возвратную каретку для пишущей машинки.
- 1911 — в Калгари (Канада) открыт Королевский колледж.
- 1912 — отмечается 100-летие Отечественной войны.
- 1914 — совершив первый воздушный таран, под Львовом гибнет штабс-капитан Пётр Нестеров.
- 1918 — открылось государственное совещание в Уфе. Его целью было образование верховной власти в России и создание боеспособной армии для борьбы с большевизмом и защиты России.
- 1921 — коронована первая мисс Америка — Маргарет Горман.
- 1923 — создано Всероссийское общество слепых.
- 1926 — Германия допущена в Лигу Наций.
- 1930 — сотрудник компании 3M Ричард Дрю отправил на тестирование клиенту опытный образец изобретённой им клейкой ленты — скотча.
- 1934 — начав 6 сентября восхождение на высшую точку Заалайского хребта — Пик Ленина (горная система Памир), альпинисты Виталий Абалаков, Чернуха и Лукин достигли вершины и установили на ней бюст Ленина.
- 1941
  - Немецкие войска окружили город Ленинград, началась блокада Ленинграда.
  - Советские войска взяли город Ельня, закончилось Смоленское сражение.
- 1943
  - Город Сталино (ныне Донецк) освобождён от немецко-фашистских захватчиков.
  - Состоялся первый в СССР Архиерейский собор РПЦ.
  - Король Виктор Эммануил III объявил о капитуляции Италии перед войсками союзников. Начало гражданской войны.
- 1944 — первое боевое применение немецкого оружия возмездия Фау-2. Ракеты запускались с голландского побережья. Целью налётов были Париж (утром) и Лондон (вечером).
- 1945 — американские войска высадились на юге Корейского полуострова.
- 1947 — советская актриса Зоя Фёдорова приговорена к 25 годам исправительно-трудовой колонии.
- 1951 — в Сан-Франциско заключён мирный договор между Японией и союзниками, согласно которому Япония отказалась от всех прав на Южный Сахалин и Курильские острова (СССР договор не подписывал).
- 1952 — вышло первое издание повести Эрнеста Хемингуэя «Старик и море».
- 1961 — появляется первое сообщение о связи курения с заболеваниями сердца.
- 1962 — на Венецианском кинофестивале приза «Золотой лев святого Марка» удостоен фильм Андрея Тарковского «Иваново детство».
- 1965 — арестованы писатели Андрей Синявский (в Москве) и Даниэль (в Новосибирске).
- 1966 — выпущен пилотный выпуск сериала Star Trek.
- 1967 — вступила в строй Братская ГЭС.
- 1970
  - В СССР утверждён устав средней школы.
  - Катастрофа DC-8 в Нью-Йорке, погибли 11 человек.
- 1974
  - Над Ионическим морем взорван самолёт Boeing 707 компании TWA. 88 погибших.
  - Уотергейтский скандал: президент США Джеральд Форд помиловал бывшего президента Ричарда Никсона за все преступления, к которым последний имел отношения в период президентства.
- 1978 — «Чёрная пятница» — антишахские демонстрации в Тегеране, войска открыли огонь по демонстрантам: 122 человека погибло, около 2000 ранено.
- 1982 — на вооружение советских войск принят ЗПРК 2К22 «Тунгуска».
- 1989
  - В Киеве основан Народный рух Украины.
  - В Северное море упал самолёт Convair 580 норвежской компании Partnair. Погибли 55 человек.
- 1991 — Македония получила независимость.
- 1993 — Беларусь и Россия договорились о сохранении единого денежного пространства.
- 1994 — катастрофа Boeing 737 под Питтсбургом, погибли 132 человека.
- 1999 — теракт на улице Гурьянова в Москве (за 2 секунды до полуночи).
- 2000 — Албания принята во Всемирную торговую организацию.

### XXI век
- 2002 — торжественное открытие в Кремлёвском дворце шахматного матча — сборная России против остального мира. Гарри Каспаров и Анатолий Карпов впервые за долгие годы выступают за одну команду.
- 2009
  - В результате крушения вертолёта Ми-8 погибли 10 военнослужащих Казахстана.
  - На концерте The Black Eyed Peas был занесён в Книгу рекордов Гиннесса самый массовый флешмоб, организованный зрителями; в нём приняли участие около 21 000 человек[8].
- 2011 — на месте старого стадиона «Делле Альпи» в Турине открыт новый футбольный стадион «Ювентус».
- 2013 — Единый день голосования в России.
- 2015 — пожар на Boeing 777 в Лас-Вегасе.
- 2022 — Карл III стал королём Великобритании после смерти своей матери Елизаветы II, которая находилась на троне с 1952 года.
- 2023 — землетрясение в Марокко, более 2800 погибших.

## Родились
См. также: Категория:Родившиеся 8 сентября

### До XIX века
- 1157
  - Александр Неккам (ум. 1217), английский богослов, философ.
  - Ричард I Львиное Сердце (ум. 1199), король Англии (1189—1199), крестоносец.
- 1209 — Саншу II Благочестивый (ум. 1248), четвёртый король Португалии (1223—1247).
- 1271 — Карл I Мартелл Анжуйский (ум. 1295), номинальный король Венгрии (1292—1295).
- 1474 — Лудовико Ариосто (ум. 1533), итальянский поэт, автор героической поэмы «Неистовый Роланд».
- 1588 — Марен Мерсенн (ум. 1648), французский математик, физик, философ и богослов, теоретик музыки.
- 1765 — Григорий XVI (в миру Бартоломео Альберто Капеллари; ум. 1846), 254-й папа римский (1831—1846).
- 1767 — Август Вильгельм Шлегель (ум. 1845), немецкий литературный критик, историк литературы.
- 1778 — Клеменс Брентано (ум. 1842), немецкий писатель-романтик, сказочник, поэт.

### XIX век
- 1812 — Наталья Гончарова (ум. 1863), жена русского поэта А. С. Пушкина.
- 1814 — Юлий Трапп (ум. 1908), российский фармацевт и фармаколог, академик.
- 1830 — Фредерик Мистраль (ум. 1914), французский поэт, лауреат Нобелевской премии (1904).
- 1841
  - Иван Богомолов (ум. 1886), русский архитектор, академик.
  - Антонин Дворжак (ум. 1904), чешский композитор.
- 1843 — Дмитрий Анучин (ум. 1923), этнограф, географ, основоположник русской антропологии.
- 1867 — Александр Парвус (наст. имя Израиль Лазаревич Гельфанд; ум. 1924), немецкий социал-демократ, теоретик марксизма.
- 1873 — Альфред Жарри (ум. 1907), французский поэт, прозаик, драматург, ключевой предшественник абсурдизма, изобретатель термина патафизика.
- 1878 — Александр Титов (ум. 1961), русский химик, организатор антисоветского «Союза возрождения России».
- 1898 — Наталья Ужвий (ум. 1986), украинская советская актриса театра и кино, народная артистка СССР, Герой Социалистического Труда.

### XX век
- 1908 — Эли Шехтман (ум. 1996), еврейский писатель.
- 1910 — Жан-Луи Барро (ум. 1994), французский актёр театра и кино, театральный режиссёр.
- 1911 — Василий Ардаматский (ум. 1989), советский журналист, писатель, киносценарист.
- 1912 — Александр Иванов-Крамской (ум. 1973), гитарист, композитор, дирижёр, заслуженный артист РСФСР.
- 1918 — Дерек Бартон (ум. 1998), английский химик, лауреат Нобелевской премии (1969).
- 1919 — Людмила Целиковская (ум. 1992), актриса театра и кино, народная артистка РСФСР.
- 1920 — Александр Граве (ум. 2010), актёр театра и кино, педагог, народный артист РСФСР.
- 1923
  - Расул Гамзатов (ум. 2003), аварский поэт, писатель, публицист, советский и российский политик и общественный деятель.
  - Иван Земнухов (убит в 1943), участник и один из организаторов «Молодой гвардии», Герой Советского Союза.
- 1924 — Любовь Шевцова (расстреляна в 1943), комсомолка, член подпольной антифашистской организации «Молодая гвардия», Герой Советского Союза.
- 1925 — Питер Селлерс (наст. имя Ричард Генри Селлерс; ум. 1980), британский киноактёр, обладатель «Золотого глобуса».
- 1926 — Серджо Пининфарина (ум. 2012), итальянский автомобильный дизайнер.
- 1930 — Марио Адорф, немецкий актёр театра и кино.
- 1932 — Пэтси Клайн (наст. имя Вирджиния Паттерсон Хенсли; погибла в 1963), американская кантри-певица.
- 1933 — Майкл Фрейн, английский журналист, писатель, драматург, переводчик.
- 1938 — Рейнберт де Леу (ум. 2020), нидерландский дирижёр, пианист, композитор, педагог.
- 1942 — Игорь Березовский (ум. 2007), советский и российский художник, график, дизайнер.
- 1943 — Георгий Шпак, советский и российский военачальник, государственный деятель.
- 1945 — Владимир Фокин, советский и российский кинорежиссёр, сценарист, актёр, народный артист РФ.
- 1946 — Михаил Агранович, советский и российский кинооператор, режиссёр, педагог.
- 1947 — Бенджамин Орр (урожд. Бенджамин Ожековски; ум. 2000), американский рок-певец, бас-гитарист, автор песен, основатель и участник группы «The Cars».
- 1956 — Александр Милокостый, советский и российский актёр театра и кино.
- 1960 — Ия Нинидзе, советская, грузинская и российская актриса театра и кино, певица.
- 1962 — Томас Кречман, немецкий актёр кино и телевидения.
- 1963
  - Михаил Агапов (ум. 2011), советский и российский футболист и игрок в мини-футбол.
  - Вадим Перельман, американский кинорежиссёр.
- 1966 — Павел Астахов, российский адвокат, телеведущий, государственный деятель, писатель.
- 1969
  - Дарья Асламова, советская и российская журналистка, писательница.
  - Гэри Спид (ум. 2011), валлийский футболист и тренер.
- 1970 — Лэтрелл Спрюэлл, американский баскетболист.
- 1971
  - Дэвид Аркетт, американский киноактёр, рестлер, режиссёр, продюсер, сценарист.
  - Владимир Епифанцев, российский актёр театра и кино.
  - Мартин Фримен, британский актёр, лауреат премии «Эмми».
- 1972 — Маркус Баббель, немецкий футболист, чемпион Европы (1996).
- 1974 — Борис Рыжий (покончил с собой в 2001), русский поэт.
- 1975 — Елена Лиховцева, российская теннисистка, победительница 2 турниров Большого шлема в миксте.
- 1976 — Шенг Схалкен, нидерландский теннисист, экс-11-я ракетка мира.
- 1978 — Марко Штурм, немецкий хоккеист и тренер.
- 1979
  - Петер Леко, венгерский шахматист, гроссмейстер.
  - Пинк (настоящее имя Алиша Мур), американская поп-певица.
- 1982 — Эмеше Сас, венгерская фехтовальщица на шпагах, олимпийская чемпионка (2016).
- 1984 — Виталий Петров, российский автогонщик.
- 1986 — Жоау Моутинью, португальский футболист, чемпион Европы (2016).
- 1987
  - Александр Билодо, канадский фристайлист, двукратный олимпийский чемпион (2010 и 2014).
  - Марсель Нгуен, немецкий гимнаст, призёр Олимпийских игр.
- 1988 — Риэ Канэто, японская пловчиха, олимпийская чемпионка (2016).
- 1989 — Авичи (наст. имя Тим Берглинг; покончил с собой в 2018), шведский диджей и музыкальный продюсер.
- 1990
  - Мэттью Деллаведова, австралийский баскетболист, чемпион НБА (2016).
  - Михал Кемпни, чешский хоккеист, защитник. Обладатель Кубка Стэнли 2018 в составе «Вашингтон Кэпиталз». Чемпион мира (2024).
- 1992 — Нино Нидеррайтер, швейцарский хоккеист, двукратный призёр чемпионатов мира.
- 1994 — Бруну Фернандеш, португальский футболист.
- 1995 — Мартин Понсилуома, шведский биатлонист, чемпион мира.

## Скончались
См. также: Категория:Умершие 8 сентября

### До XIX века
- 780 — Лев IV Хазар (р. 750), император Византии (775—780).
- 1613 — Карло Джезуальдо, итальянский композитор.
- 1627 — Хуан Санчес Котан (р. 1560), испанский художник, мастер натюрморта.
- 1678 — Пьетро делла Веккья (р. 1603), итальянский художник барокко венецианской школы.
- 1800 — Пьер Гавинье (р. 1728), французский скрипач, композитор, педагог.

### XIX век
- 1811
  - Адриан Захаров (р. 1761), русский архитектор, представитель стиля «ампир» (Адмиралтейство и др.).
  - Петер Паллас (р. 1741), немецкий естествоиспытатель, первым описавший фауну и флору России.
- 1814 — Мария Каролина Австрийская (р. 1752), королева Обеих Сицилий, сестра Марии-Антуанетты.
- 1852 — светлейший князь Пётр Волконский (р. 1776), русский военный и придворный деятель, генерал-фельдмаршал, министр императорского двора и уделов.
- 1862 — Игнасио Сарагоса (р. 1829), мексиканский генерал, национальный герой Мексики.
- 1879 — Уильям Моррис Хант (р. 1824), американский художник.
- 1893 — Мишель Ленц (р. 1820), поэт, автор текста гимна Люксембурга «Ons Hémécht».
- 1894 — Герман Гельмгольц (р. 1821), немецкий физик, врач, физиолог и психолог.
- 1895 — Адам Опель (р. 1837), немецкий предприниматель, основатель фирмы Opel.

### XX век
- 1914 — Пётр Нестеров (р. 1887), русский военный лётчик; погиб в воздушном бою, впервые в практике боевой авиации применив таран.
- 1921 — Ян Янский (р. 1873), чешский врач, первым предложивший классификацию крови по четырём группам.
- 1922 — Леон Бонна (р. 1833), французский живописец, мастер портрета, коллекционер.
- 1932 — Христиан фон Эренфельс (р. 1859), австрийский философ и психолог.
- 1943 — казнён Юлиус Фучик (р. 1903), чехословацкий журналист, критик, активист компартии Чехословакии.
- 1947 — Виктор Орта (р. 1861), бельгийский архитектор, представитель модерна.
- 1949 — Рихард Штраусс (р. 1864), немецкий композитор и дирижёр.
- 1954 — Андре Дерен (р. 1880), французский живописец, график, театральный декоратор, скульптор, керамист.
- 1969 — Александра Давид-Неель (р. 1868), французская оперная певица, поэтесса, композитор, путешественница, писательница и исследовательница Тибета.
- 1974 — Вольфганг Виндгассен (р. 1914), оперный певец (тенор).
- 1978
  - Панчо Владигеров (р. 1899), болгарский композитор, пианист, дирижёр и педагог.
  - Леопольдо Торре Нильссон (р. 1924), аргентинский кинорежиссёр, сценарист и продюсер.
- 1979 — Джин Сиберг (р. 1938), американская киноактриса, представительница французской новой волны.
- 1980 — Уиллард Франк Либби (р. 1908), американский физикохимик, разработчик метода радиоуглеродного анализа, лауреат Нобелевской премии по химии (1960).
- 1981
  - Александр Огнивцев (р. 1920), певец (бас), солист Большого театра, народный артист СССР.
  - Хидэки Юкава (р. 1907), японский физик-теоретик, первый японец, получивший Нобелевскую премию (1949).
- 1983
  - Ричард Викторов (р. 1929), советский кинорежиссёр и сценарист.
  - Леонид Губанов, русский поэт, создатель литературного объединения СМОГ.
- 1985
  - Александр Бараев (р. 1908), советский агроном, основоположник почвозащитной системы земледелия.
- 1987 — Сергей Жемайтис (р. 1908), советский писатель-фантаст.
- 1990 — Борис Тенин (р. 1905), актёр театра и кино, педагог, народный артист СССР.
- 1994 — Илья Гурин (р. 1922), советский кинорежиссёр и сценарист.
- 1996 — Семён Аранович (р. 1934), советский и российский кинорежиссёр, народный артист РФ.
- 1999
  - Биргит Кульберг (р. 1908), шведская танцовщица и хореограф.
  - Лев Разгон (р. 1908), русский советский писатель, журналист, правозащитник.
- 1999 — Владимир Самойлов (р. 1924), актёр театра и кино, народный артист СССР.

### XXI век
- 2003 — Лени Рифеншталь (р. 1902), немецкий кинорежиссёр, фотограф, актриса и танцовщица.
- 2009 — Оге Нильс Бор (р. 1922), датский физик, лауреат Нобелевской премии (1975), директор Института Нильса Бора (1962—1970).
- 2012 — Александр Белявский (р. 1932), советский и российский актёр театра и кино, народный артист РФ.
- 2014 — Магда Оливеро (р. 1910), итальянская оперная певица (сопрано), певица с самой длительной карьерой.
- 2022 — Елизавета II (р. 1926), королева Великобритании (1952—2022).
- 2024 — Александр Масляков (р. 1941), советский и российский телеведущий, режиссёр КВН.

## Приметы
Наталья-овсяница, Толоконник и овсянница, Адриан-толоконник.
- Оканчивается уборка овса.
- Пришла Наталья — пошли в лесу грибы.
- Если не опал лист берёзы и дуба — будет суровая зима.
- Птицы со двора и опёнки у пня — наступила осенняя пора.
- На Наталью устраивался праздник, носили чучело — овсяный сноп.
- Не вырастет овёс — наглотаешься слёз.
- Если утро в этот день холодное, то и зима будет ранняя и холодная.

В старину этот день на жерди под крышей вывешивали кисти рябины, варили овсяный кисель и пекли блины.
- «Наталья овсы косит, благополучие в дом привносит»[9][неавторитетный источник].